# Верратти, Марко
Ма́рко Верра́тти (итал. Marco Verratti; род. 5 ноября 1992[…], Пескара, Абруцци) — итальянский футболист, полузащитник катарского клуба «Аль-Духаиль». Чемпион Европы 2020.

## Клубная карьера
Родился в Пескаре, но вырос в Л’Акуиле. Будучи ребёнком поддерживал «Ювентус», кумиром считал Алессандро Дель Пьеро. Талант Верратти заметили рано, ещё в юном возрасте он удостоился предложений от «Аталанты» и «Интернационале», но Марко предпочёл родную «Пескару». После успешного сезона в составе команды до 16 лет «Милан» предложил 300 тысяч евро за футболиста, однако он остался.

### «Пескара»
Верратти — технически одарённый плеймейкер с хорошими навыками распасовщика, был воспитан в молодёжной системе «Пескары», дебютировал за клуб в сезоне 2008/09 в возрасте 16 лет. В сезоне 2009/10 Марко появлялся на более регулярной основе, и с тех пор стал одним из ключевых игроков команды. Его игра настолько впечатлила СМИ, что его объявили потенциальной звездой итальянского и мирового футбола.
В сезоне 2011/12 Верратти подвергся большому давлению со стороны средств массовой информации, а новый главный тренер команды Зденек Земан решил переставить его на более оборонительную позицию в схеме 4-3-3; в новой роли Марко сразу же стал ключевым элементом и одним из лучших исполнителей своей команды. В конце сезона он привлёк к себе внимание грандов итальянского футбола, в частности «Ювентус» (чьим болельщиком он является), «Милан» и «Наполи». Благодаря его блестящему сезону, многие начали сравнивать его с Андреа Пирло, одним из лучших полузащитников на его позиции и его любимым игроком.

### «Пари Сен-Жермен»

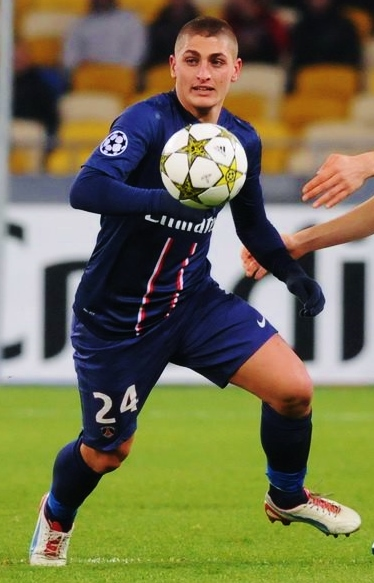
В составе ПСЖ в 2012 году

18 июля 2012 года Верратти официально стал игроком «Пари Сен-Жермен». Контракт подписан сроком на 5 лет. Сумма трансфера составила 12 миллионов евро. По контракту игрок получал 850 тысяч евро за сезон. 11 августа 2012 года Марко дебютировал в Лиге 1 в матче против «Лорьяна» на «Парк де Пренс». 18 сентября дебютировал в Лиге чемпионов в матче против киевского «Динамо».
В декабре 2012 года вошёл в пятёрку лучших новичков Лиги чемпионов 2012/13 по версии УЕФА. Услугами футболиста заинтересовались итальянские клубы серии А, в которой игрок мечтает сыграть, но в итоге игрок переподписал контракт с парижанами с увеличением зарплаты в 3-4 раза.
Второй сезон в составе ПСЖ стал ещё более успешным: клуб выиграл и чемпионат, и Кубок лиги. Верратти был признан лучшим молодым футболистом лиги и включён в состав символической сборной.
В феврале 2019 года игрок продлил контракт до 2024 года.
В начале сезоне 2022/23 сыграл свой 250-й матч за «Пари Сен-Жермен» в чемпионатах Франции. За это время забил 7 мячей и сделал 38 голевых передач.

### «Аль-Араби»
13 сентября 2023 года стал игроком катарского клуба «Аль-Араби». Дебютировал 23 сентября в матче чемпионата страны против Аль-Райяна (0:1). 8 февраля 2025 года Верратти забил два гола в матче чемпионата против Аль-Хора (4:3).

### «Аль-Духаиль»
8 июля 2025 года Верратти на правах свободного агента перешёл в катарский клуб «Аль-Духаиль».

## Карьера в сборной

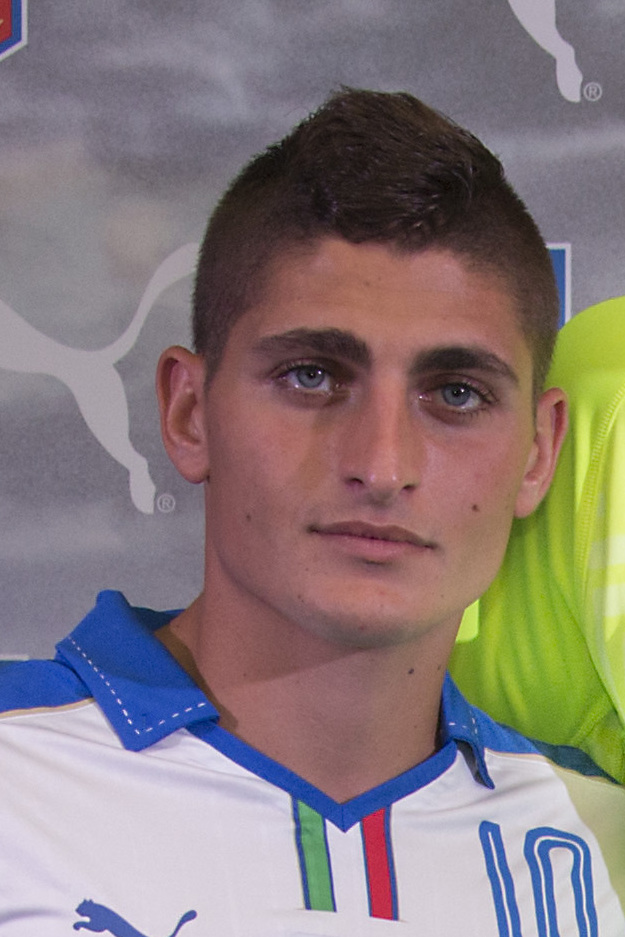
В составе сборной Италии в 2015 году

28 февраля 2012 года он дебютировал за молодёжную сборную Италии, выйдя в стартовом составе в товарищеском матче против молодёжной сборной Франции.
13 мая 2012 года главным образом благодаря его прекрасной игре в «Пескаре», он неожиданно был включён в предварительный состав Чезаре Пранделли на чемпионат Европы по футболу 2012, являясь одним из лучших двух игроков Серии B (второй защитник «Торино» Анджело Огбонна).
15 августа 2012 года Верратти дебютировал за национальную сборную Италии в товарищеском матче против сборной Англии в Берне. 6 февраля 2013 года в товарищеском матче забил мяч в ворота сборной Нидерландов.
На протяжении 2010-х годов Верратти регулярно вызывался в сборную, но редко играл в ней важную роль, зачастую выходя на замену. На чемпионате мира 2014 года в Бразилии сыграл в 2 из 3 матчей Италии, которая сенсационно вылетела уже после группового этапа. Осенью 2017 года Верратти участвовал в стыковом матче отборочного турнира чемпионата мира 2018 года против Швеции, когда итальянцы уступили 0:1 и сенсационно не сумели пробиться в финальный турнир. За 9 лет (2012—2020) Марко провёл всего 38 матчей за Италию, забив три мяча (после первого гола в 2013 году Верратти дважды отличался в матчах 2019 года).
На чемпионате Европы 2020 года 28-летний Верратти был одним из ключевых игроков сборной Италии. Верратти пропустил из-за повреждения, полученного в клубе, первые два матча турнира и впервые вышел на поле в последней игре групповой стадии против Уэльса в Риме. Верратти сделал голевую передачу на Маттео Пессину, который забил единственный мяч в игре. В 1/4 финала против Бельгии Верратти сделал голевую передачу на Николо Бареллу, итальянцы победили 2:1. В финале против Англии на «Уэмбли» после удара Верратти головой мяч в ворота англичан добил Леонардо Бонуччи, сравняв счёт (1:1). Италия затем выиграла в серии пенальти, став чемпионом Европы впервые с 1968 года. Верратти, который на турнире играл в центре поля вместе с Жоржиньо и Бареллой, был включён в символическую сборную чемпионата.

## Достижения

### Командные
«Пескара»
- Чемпион Серии Б: 2011/12

«Пари Сен-Жермен»
- Чемпион Франции (9): 2012/13, 2013/14, 2014/15, 2015/16, 2017/18, 2018/19, 2019/20, 2021/22, 2022/23
- Обладатель Суперкубка Франции (9): 2013, 2014, 2015, 2016, 2017, 2018, 2019, 2020, 2022
- Обладатель Кубка французской лиги (6): 2013/14, 2014/15, 2015/16, 2016/17, 2017/18, 2019/20
- Обладатель Кубка Франции (6): 2014/15, 2015/16, 2016/17, 2017/18, 2019/20, 2020/21
- Финалист Лиги чемпионов УЕФА: 2019/20

Сборная Италии
- Чемпион Европы: 2020
- Итого: 32 трофея

### Личные
- Обладатель трофея «Браво»: 2012
- Лучший молодой футболист Франции: 2014
- Вошёл в состав символической сборной чемпионата Франции (7): 2012/13, 2013/14, 2014/15, 2015/16, 2016/17, 2017/18, 2018/19

## Статистика

### Клубная статистика
| Выступление      | Выступление      | Выступление      | Лига | Лига | Кубки | Кубки | Еврокубки | Еврокубки | Прочее | Прочее | Итого | Итого |
| Клуб             | Лига             | Сезон            | Игры | Голы | Игры  | Голы  | Игры      | Голы      | Игры   | Голы   | Игры  | Голы  |
| ---------------- | ---------------- | ---------------- | ---- | ---- | ----- | ----- | --------- | --------- | ------ | ------ | ----- | ----- |
| Пескара          | Серия В          | 2008/09          | 7    | 0    | 3     | 0     | 0         | 0         | —      | —      | 10    | 0     |
| Пескара          | Серия В          | 2009/10          | 8    | 1    | 5     | 1     | 0         | 0         | —      | —      | 13    | 2     |
| Пескара          | Серия В          | 2010/11          | 28   | 1    | 1     | 0     | 0         | 0         | —      | —      | 29    | 1     |
| Пескара          | Серия В          | 2011/12          | 31   | 0    | 1     | 0     | 0         | 0         | —      | —      | 32    | 0     |
| Пескара          | Итого            | Итого            | 74   | 2    | 10    | 1     | 0         | 0         | —      | —      | 84    | 3     |
| Пари Сен-Жермен  | Лига 1           | 2012/13          | 27   | 0    | 3     | 0     | 9         | 0         | —      | —      | 39    | 0     |
| Пари Сен-Жермен  | Лига 1           | 2013/14          | 29   | 0    | 5     | 0     | 8         | 0         | 1      | 0      | 43    | 0     |
| Пари Сен-Жермен  | Лига 1           | 2014/15          | 32   | 2    | 9     | 0     | 7         | 1         | 1      | 0      | 49    | 3     |
| Пари Сен-Жермен  | Лига 1           | 2015/16          | 18   | 0    | 4     | 0     | 5         | 0         | 1      | 0      | 28    | 0     |
| Пари Сен-Жермен  | Лига 1           | 2016/17          | 28   | 3    | 7     | 0     | 7         | 0         | 1      | 0      | 43    | 3     |
| Пари Сен-Жермен  | Лига 1           | 2017/18          | 22   | 0    | 7     | 0     | 8         | 2         | 1      | 0      | 38    | 2     |
| Пари Сен-Жермен  | Лига 1           | 2018/19          | 26   | 0    | 4     | 1     | 7         | 0         | 1      | 0      | 38    | 1     |
| Пари Сен-Жермен  | Лига 1           | 2019/20          | 20   | 0    | 7     | 0     | 9         | 0         | 1      | 0      | 37    | 0     |
| Пари Сен-Жермен  | Лига 1           | 2020/21          | 21   | 0    | 2     | 0     | 7         | 0         | 1      | 0      | 31    | 0     |
| Пари Сен-Жермен  | Лига 1           | 2021/22          | 24   | 2    | 3     | 0     | 5         | 0         | 0      | 0      | 32    | 2     |
| Пари Сен-Жермен  | Лига 1           | 2022/23          | 29   | 0    | 1     | 0     | 7         | 0         | 1      | 0      | 38    | 0     |
| Пари Сен-Жермен  | Итого            | Итого            | 276  | 7    | 52    | 1     | 79        | 3         | 9      | 0      | 416   | 11    |
| Всего за карьеру | Всего за карьеру | Всего за карьеру | 350  | 9    | 62    | 2     | 79        | 3         | 9      | 0      | 500   | 14    |

1. ↑  В графу «Прочие» входят матчи и голы в розыгрышах Суперкубках страны и товарищеских матчах.

### Матчи и голы за сборную
| Матчи и голы Верратти за сборную Италии | Матчи и голы Верратти за сборную Италии | Матчи и голы Верратти за сборную Италии | Матчи и голы Верратти за сборную Италии | Матчи и голы Верратти за сборную Италии | Матчи и голы Верратти за сборную Италии |
| №                                       | Дата                                    | Соперник                                | Счёт                                    | Голы Верратти                           | Турнир                                  |
| --------------------------------------- | --------------------------------------- | --------------------------------------- | --------------------------------------- | --------------------------------------- | --------------------------------------- |
| 1                                       | 15 августа 2012                         | Англия                                  | 1:2                                     | -                                       | Товарищеский матч                       |
| 2                                       | 14 ноября 2012                          | Франция                                 | 1:2                                     | -                                       | Товарищеский матч                       |
| 3                                       | 6 февраля 2013                          | Нидерланды                              | 1:1                                     | 1                                       | Товарищеский матч                       |
| 4                                       | 14 августа 2013                         | Аргентина                               | 1:2                                     | -                                       | Товарищеский матч                       |
| 5                                       | 31 мая 2014                             | Ирландия                                | 0:0                                     | -                                       | Товарищеский матч                       |
| 6                                       | 4 июня 2014                             | Люксембург                              | 1:1                                     | -                                       | Товарищеский матч                       |
| 7                                       | 14 июня 2014                            | Англия                                  | 2:1                                     | -                                       | Финальные матчи ЧМ-2014                 |
| 8                                       | 24 июня 2014                            | Уругвай                                 | 0:1                                     | -                                       | Финальные матчи ЧМ-2014                 |
| 9                                       | 4 сентября 2014                         | Нидерланды                              | 2:0                                     | -                                       | Товарищеский матч                       |
| 10                                      | 13 октября 2014                         | Мальта                                  | 1:0                                     | -                                       | Квалификация ЧЕ-2016                    |
| 11                                      | 28 марта 2015                           | Болгария                                | 2:2                                     | -                                       | Квалификация ЧЕ-2016                    |
| 12                                      | 31 марта 2015                           | Англия                                  | 1:1                                     | -                                       | Товарищеский матч                       |
| 13                                      | 3 сентября 2015                         | Мальта                                  | 1:0                                     | -                                       | Квалификация ЧЕ-2016                    |
| 14                                      | 6 сентября 2015                         | Болгария                                | 1:0                                     | -                                       | Квалификация ЧЕ-2016                    |
| 15                                      | 10 октября 2015                         | Азербайджан                             | 3:1                                     | -                                       | Квалификация ЧЕ-2016                    |
| 16                                      | 1 сентября 2016                         | Франция                                 | 1:3                                     | -                                       | Товарищеский матч                       |
| 17                                      | 5 сентября 2016                         | Израиль                                 | 3:1                                     | -                                       | Квалификация ЧМ-2018                    |
| 18                                      | 9 октября 2016                          | Северная Македония                      | 3:2                                     | -                                       | Квалификация ЧМ-2018                    |
| 19                                      | 12 ноября 2016                          | Лихтенштейн                             | 4:0                                     | -                                       | Квалификация ЧМ-2018                    |
| 20                                      | 24 марта 2017                           | Албания                                 | 2:0                                     | -                                       | Квалификация ЧМ-2018                    |
| 21                                      | 28 марта 2017                           | Нидерланды                              | 2:1                                     | -                                       | Товарищеский матч                       |
| 22                                      | 2 сентября 2017                         | Испания                                 | 0:3                                     | -                                       | Квалификация ЧМ-2018                    |
| 23                                      | 5 сентября 2017                         | Израиль                                 | 1:0                                     | -                                       | Квалификация ЧМ-2018                    |
| 24                                      | 10 ноября 2017                          | Швеция                                  | 0:1                                     | -                                       | Квалификация ЧМ-2018 (стыки)            |
| 25                                      | 23 марта 2018                           | Аргентина                               | 0:2                                     | -                                       | Товарищеский матч                       |
| 26                                      | 10 октября 2018                         | Украина                                 | 1:1                                     | -                                       | Товарищеский матч                       |

Итого: 26 матчей / 1 гол; 12 побед, 6 ничьих, 8 поражений.

## Государственные награды
- Кавалер ордена «За заслуги перед Итальянской Республикой» (16 июля 2021) — в знак признания спортивных ценностей и национального духа, которые вдохновили итальянскую команду на победу на чемпионате Европы по футболу 2020[17][18]